# Villa du Vieux-Chemin-d'Ivry
La villa du Vieux-Chemin-d'Ivry est une voie située dans le 13e arrondissement de Paris, en France.